# Nordlig lövletare
Nordlig lövletare (Automolus cervinigularis) är en fågel i familjen ugnsfåglar inom ordningen tättingar.

## Utseende och läte
Nordlig lövletare är en oansenlig enfärgat mörkt brunaktig fågel. Noterbart är djupt beigefärgad strupe, tydligt beige ögonbrynsstreck och ögonring samt roströd stjärt. Sången är ljudlig, ett upprepat skallrande.

## Utbredning och systematik
Nordlig lövletare delas in i två underarter med följande utbredning:
- Automolus cervinigularis cervinigularis – förekommer från södra Mexiko till Belize och Guatemala
- Automolus cervinigularis hypophaeus – förekommer från Honduras till nordvästra Panama

Arten behandlades tidigare som del av gulstrupig lövletare (A. ochrolaemus), men erkändes som egen art av International Ornithological Congress efter studier.

## Levnadssätt
Nordlig lövletare hittas i fuktiga tropiska skogar. Den ses enstaka eller i par, klättrande bland klängväxter eller annan tät växtlighet i undervegetationen, ibland också bland torra löv på marken. Fågeln är tillbakadragen och kan svår att få syn på.

## Status och hot
Arten har ett stort utbredningsområde, men tros minska i antal, dock inte tillräckligt kraftigt för att den ska betraktas som hotad. Internationella naturvårdsunionen IUCN listar arten som livskraftig (LC).